# أب باريك العليا (بربرود الشرقي)
أب باریك العليا (بالفارسية: آب‌باریک علیا) هي قرية تقع في إيران في قسم بربرود الشرقي الریفي. يقدر عدد سكانها بـ 453 نسمة بحسب إحصاء 2016.